# Марк Варава
Марк Варава (англ. Mark Warawa) (нар. 07.05.1950  – пом. 20.06.2019) - канадський політик, депутат парламенту Канади від 2004 року аж до смерті. Активний член парламентської групи дружби з Україною. Неодноразово виступав на підтримку України та вважав, що консерватори повинні підтримувати Україну. Докладав зусилля про інформування суспільства про Голодомор.
Мав українське походження. Він та його дружина Діана мали п’ятеро дітей. Помер від раку 20 червня 2019-го року.